# Istenszülő elszenderedése templom (Keresztényfalva)
Az Istenszülő elszenderedése templom Keresztényfalva legrégibb fennmaradt ortodox temploma. A 18. század végén épült a falu északi, románok által lakott részén. Helyi jelentőségű műemlékként tartják nyilván BV-II-a-B-11656 kódszám alatt.

## Története
Keresztényfalván már a 17. században megemlítik románok jelenlétét; 1680-ban 24 család élt itt. Ekkor már volt temetőjük, a miséket pedig egy barcarozsnyói pap tartotta egy oltárnál. A román negyed a falu északi részén, a főút, a Vidombák, és a Vidombáki út által közrezárt kis háromszögben helyezkedett el. Itt létesült később a régi ortodox templom, a parókia, és a román iskola.
Már 1750 körül utalnak két kis ortodox fatemplom jelenlétére; ezek közül az egyiket 1753-ban a szász vezetés ledöntette. Az 1781-es türelmi rendelet értelmében lehetőség nyílt egy kőtemplom építésére, így 1790-ben megkezdték az új templom építését a korábbi fatemplom helyén Nicolae Ciurcu brassói kereskedő és a keresztényfalvi román hívek támogatásával. Az építéshez hozzájárult az 1791-ben felszentelt helyi pap, Stoica Popovici is. A templom 1795-ben készült el, festését 1821-ben készítette Nicolae Zugravu. Az eredeti festés máig fennmaradt és látható.
A templomhoz iskola is tartozott; a román gyerekek oktatását kezdetben a templom tornácán végezték, majd Stoica Popovici lakásán. A román iskolaépület 1902-ben készült el.

## Leírása
Egyhajós, apszisok nélküli, neogótikus stílusú templomépület, hossza 21 méter, szélessége 9 méter. A templomot temető veszi körül, ahol kriptasor is van, továbbá emlékfal a világháborúkban elesett románoknak és az 1918-as egyesülésnek.
A templom tornácának keleti falán, a bejárat fölött cirill betűs román felirat (pisanie) van, melynek szövege „Ezt a szent templomot II. Ferenc császár és Gherasim Adamovici püspök idején építették Nicolae Ciurcu gazda és felesége, Despa költségén, az 1795-ös évben, Cristianuban, Istenszülő elszenderedésének szentelve.” Egy másik felirat tanúsága szerint „Ferenc császár és Vasile Moga püspök idején festették ki a templomot, Stoica Popovici atya költségén, 1821. október 24.”

## Képek

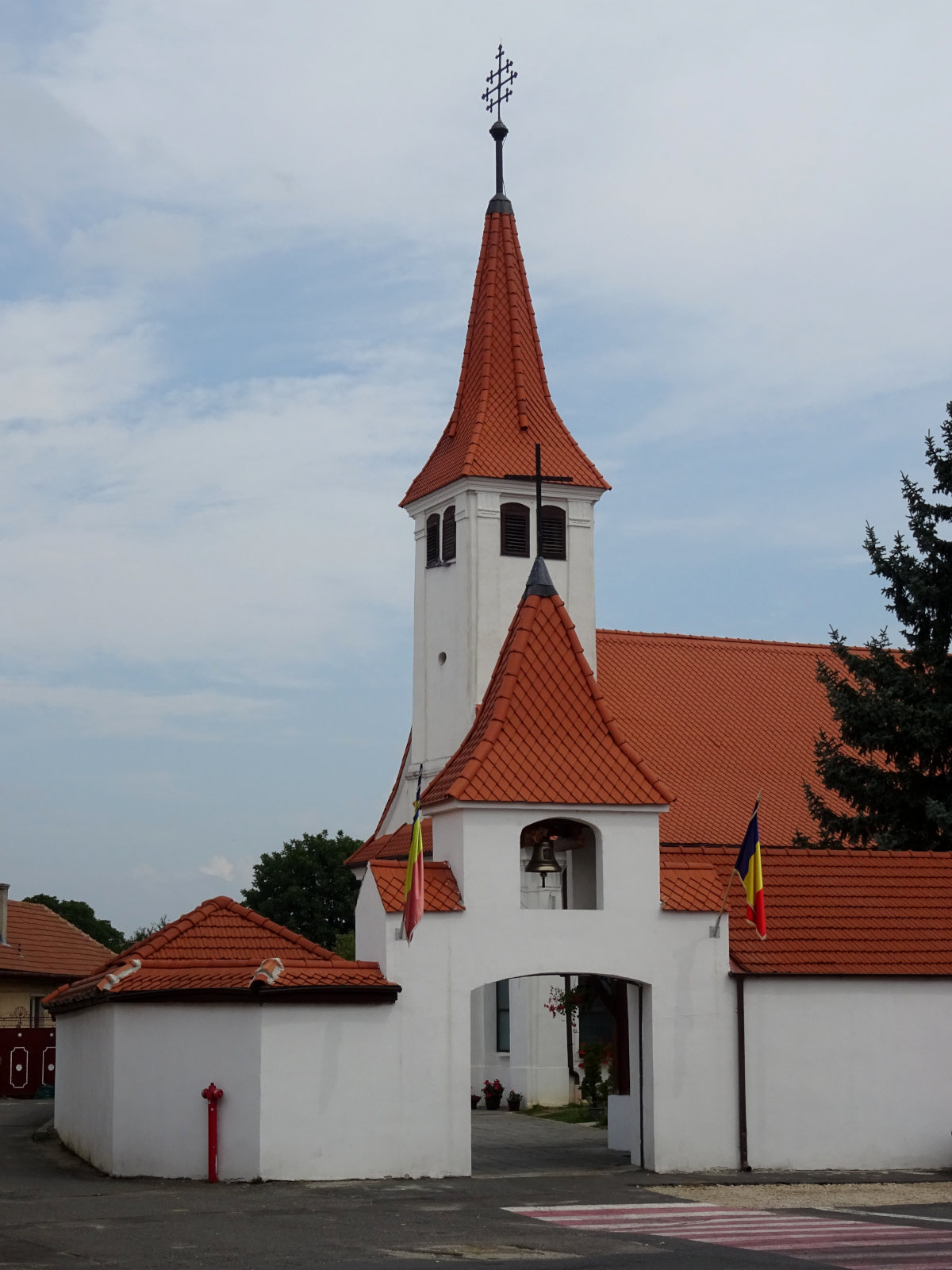
A templomudvar bejárata
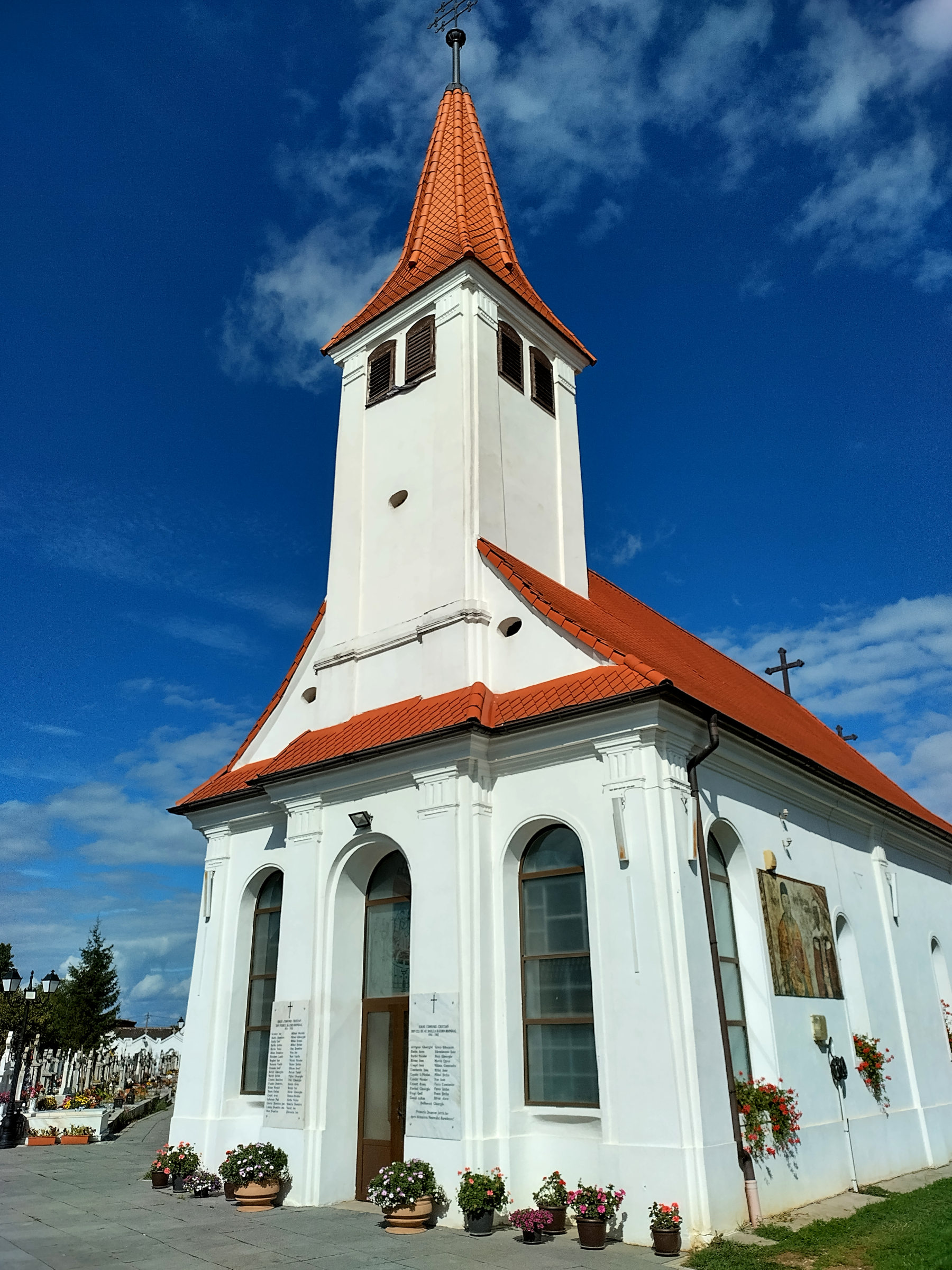
A templom
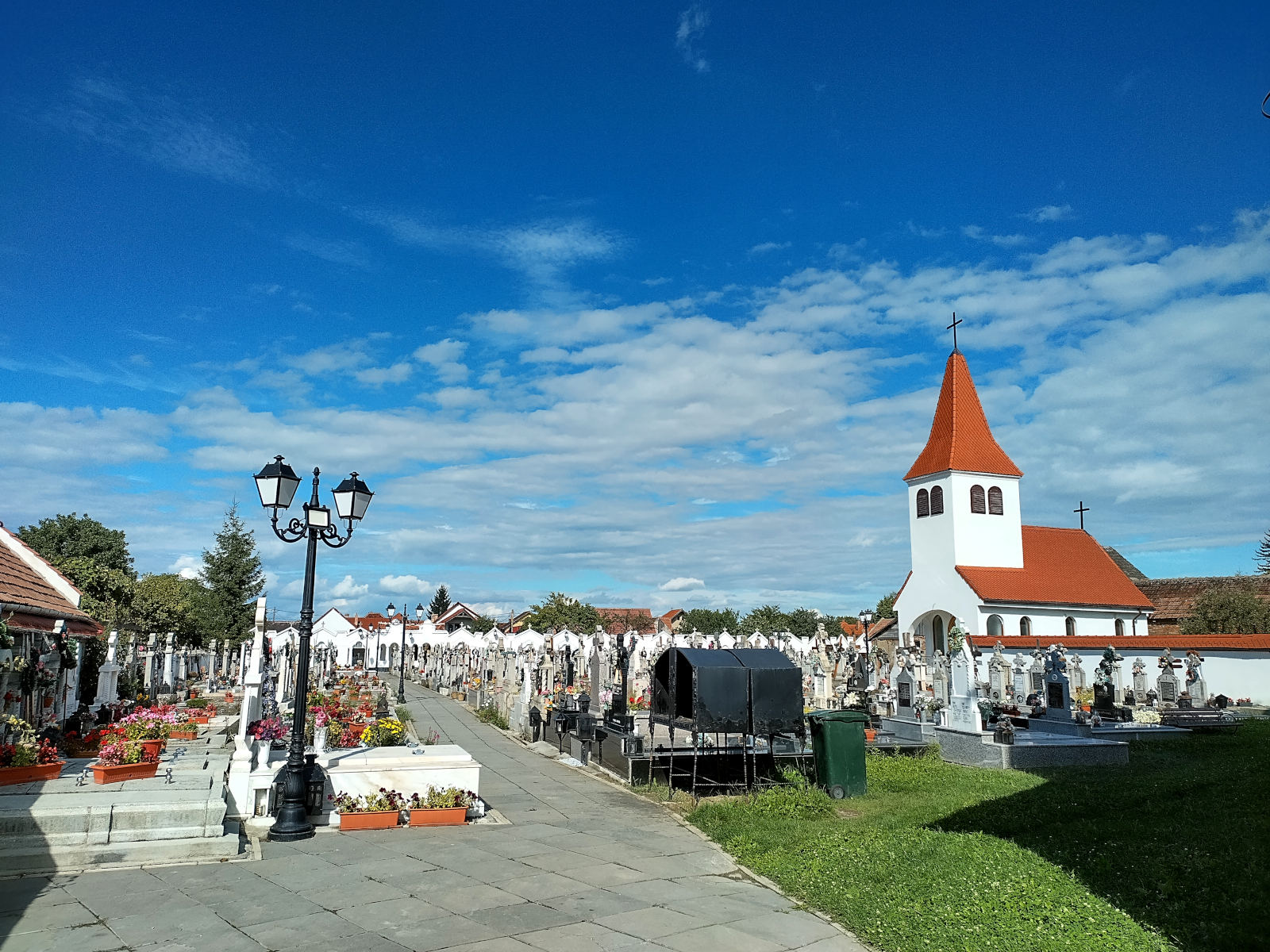
Temetője és kápolnája
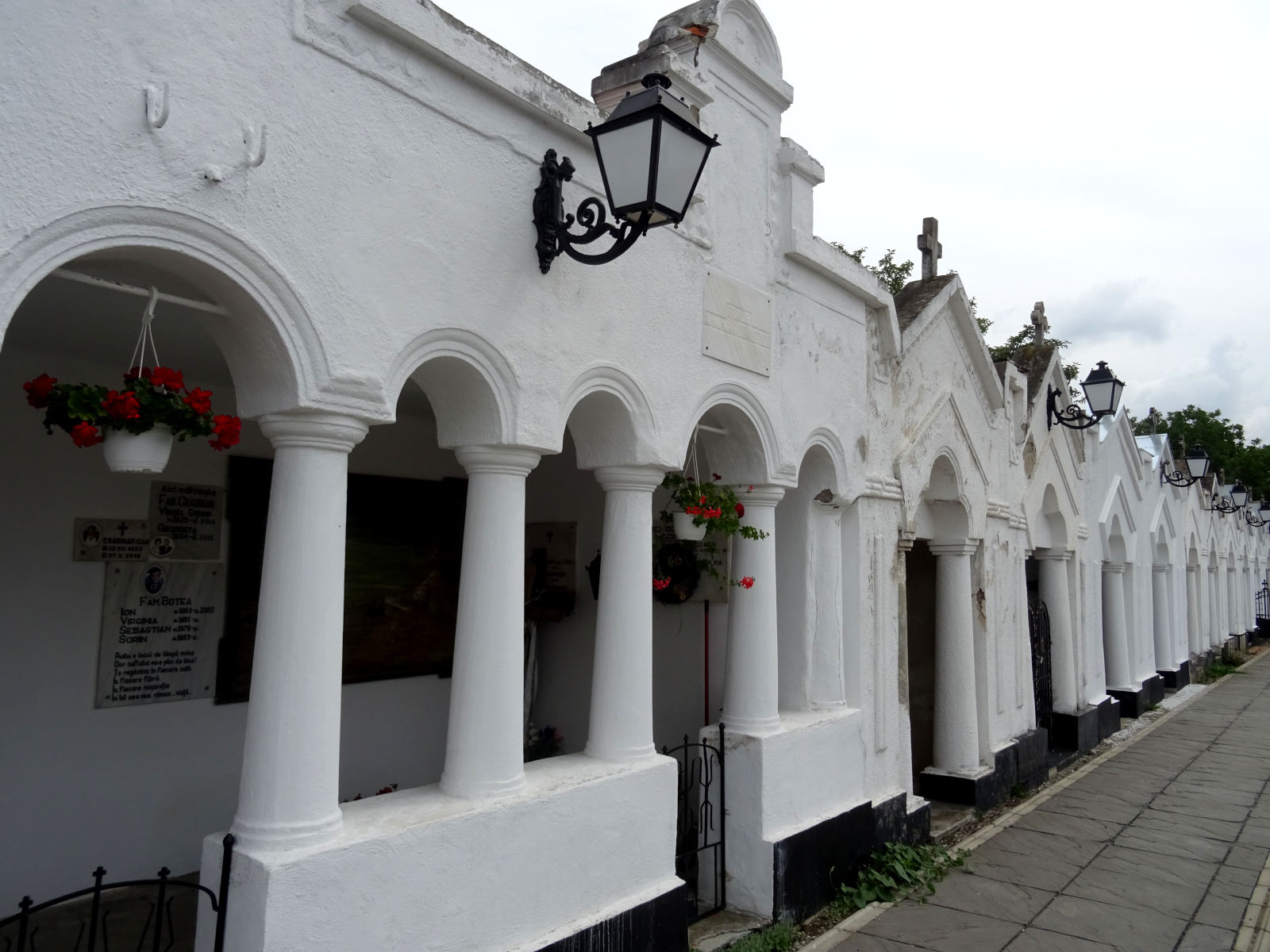
Kriptasor
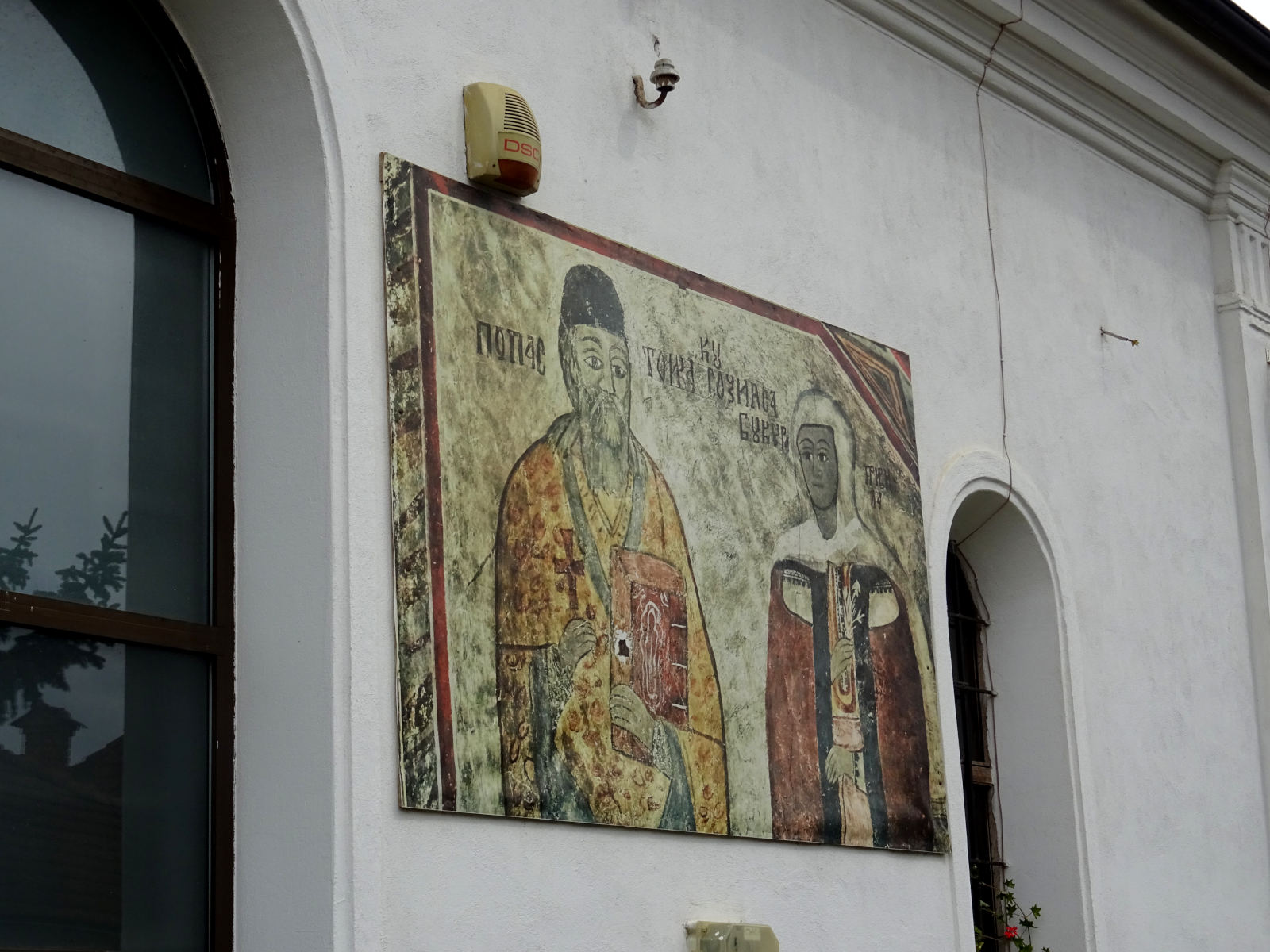
Stoica Popovici (balra)